# Jan Tesánek
Jan Tesánek (também Johann Tesanek, em latim: Ioannes Tessanek; Brandýs nad Labem-Stará Boleslav, 9 de dezembro de 1728 – Praga, 22 de junho de 1788 foi um físico, matemático e astrônomo jesuíta boêmio.

## Formação e carreira
Jan Tesánek estudou na Universidade Carolina. Em 1745 entrou na Ordem dos Jesuítas e estudou matemática, física e astronomia com Joseph Stepling. Stepling o apresentou às obras de Isaac Newton. Depois de estudar na faculdade de filosofia, lecionou em escolas de latim por três anos, após os quais começou a estudar teologia.
Após a ordenação foi professor na Universidade Carolina, mas a Ordem logo o transferiu para Olomouc, onde também lecionou. Com a intercessão de seu professor Stepling, foi autorizado a retornar a Praga dois anos depois, onde lecionou matemática superior. Mesmo após a dissolução da ordem em 1773, ele manteve esta posição. 1778 foi nomeado decano da faculdade de matemática e física. A maioria de suas publicações apareceu em alemão nos tratados da Real Sociedade de Ciências da Boêmia, da qual era membro.

## Obras

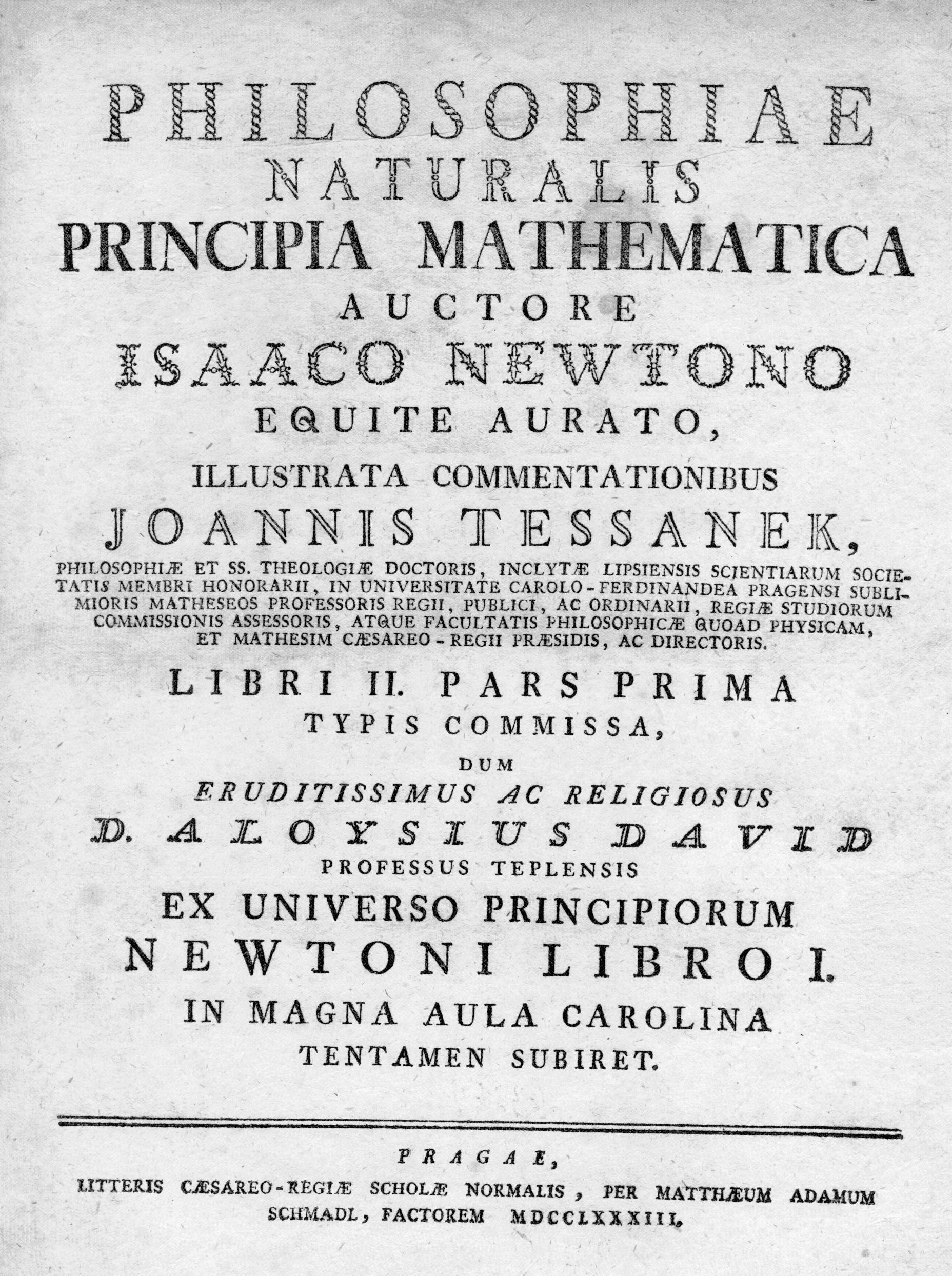
Edição comentada do Principia Mathematica 1783

- Miscellanea mathematica (1764, 1769)
- Sectiones conoidum (1764)
- Libri I. principiorum mathematicorum philosophiae naturalis Sect. I-V exposita (1769)
- Pertractatio quorundam modorum quaestiones geometricas resolvendi (1770)
- Pertractatio elementorum calculi integralis (1771)
- Versuch über einige Stellen in Newtons Principiis (1776)
- Algebraische Behandlung der XII. Section des I. Buches des großen Werkes Newtons (1777)
- Philosophiae naturalis principia mathematica, auctore Isaaco Newtono, illustrata commentationibus potissimum Is. Tesanek et quibusdam in locis commentation ibus veterioribus clarissimorum Thom. Le Sueur et Fried. Jacquier, ex Gallicana Minorum familia Matheseos Professorum aliter propositis (zwei Bände, 1780 und 1785)
- Betrachtungen über eine Stelle der allgemeinen Arithmetik Isaac Newtons (1784)